# اپیدیدیمیت
اپیدیدیمیت (به انگلیسی: Epididymitis) به التهاب مجاری اپیدیدیم (روخاگ) در دستگاه تناسلی مردانه گفته می‌شود . اغلب علت عفونی (مانند باکتری‌های گرم منفی یا کلامیدیا) دارد که به درمان آنتی بیوتیک جواب می‌دهد.
در معاینه گاه اپیدیدیم سفت و متورم می‌شود یا مثلاً در اپیدیدیمیت سلی مانند دانه‌های تسبیح می‌باشد. درمان بسته به عامل بیماری دارد و با کمک آنتی بیوتیک می‌باشد .

## علایم
تب، درد در ناحیه کیسه بیضه، بزرگ شدن و دردناک شدن بیضه، التهاب پیشراه که باعث سوزش هنگام ادرار می‌شود.

## عوارض
یکی از عوارض ممکن یبوست می‌باشد، چون اجابت مزاج باعث درد و سوزش می‌شود. عقیمی و عفونت پیشراه نیز یکی دیگر از عوارض این بیماری می‌باشد.

## پیشگیری
تا حد امکان از وصل کردن سوندهای ادراری خودداری شود. در روابط جنسی از کاندوم استفاده شود و از بی بند و باری پرهیز شود